# ゾブ・アハン・エスファハーンFC
ゾブ・アハン・エスファハーンFC（Zob Ahan Esfahan Football Club (ペルシア語: باشگاه فرهنگى ورزشى ذوب‌آهن اصفهان, Bâšgâhé Futbâlé Zobâhané Esfahân)）は、イランの都市エスファハーンを本拠地とするサッカークラブである。イランのIRIBは、ゾーブアーハンと表記している。

## 概要
イランの大手鉄鋼会社Isfahan Steel Companyがスポンサーになっており、同じエスファハーンを本拠地とし、
別の鉄鋼会社がスポンサーを務めるセパハンとはライバル関係にある。
2004年以来の出場となったAFCチャンピオンズリーグ2010では、決勝で城南一和天馬に敗れたものの、準優勝を達成した。

## タイトル

### 国内タイトル

#### イラン・プロリーグ
準優勝 (4) : 2004-05, 2008-09, 2009-10, 2017-18

#### ハズフィ・カップ
優勝 (4) : 2002-03, 2008-09, 2014-15, 2015-16
 準優勝 (1) : 2000-01

#### イラン・スーパーカップ
優勝 (1) : 2016

### 国際タイトル

#### AFCチャンピオンズリーグ
準優勝 (1) : 2010

## 現所属メンバー
注：選手の国籍表記はFIFAの定めた代表資格ルールに基づく。
| No. | Pos. |                 | 選手名                                |
| --- | ---- | --------------- | ------------------------------------- |
| 1   | GK   | イラン          | モハンマド・バーゲル・サーデギー      |
| 2   | DF   | イラン          | モハンマド・ネジャード・メフディ      |
| 3   | DF   | イラン          | ヴァヒード・モハンマドザーデ          |
| 4   | DF   | イラン          | ハーディー・モハンマディ              |
| 5   | DF   | ジョージア (国) | ジオルジ・グヴェレシアーニ            |
| 7   | MF   | イラン          | モハンマドレザー・ホセイニー          |
| 8   | MF   | イラン          | ガーセム・ハッダーディファル (副主将) |
| 9   | FW   | イラン          | マスウード・ハサンザーデ              |
| 10  | MF   | イラン          | モフセン・モサルマン (第3主将)        |
| 11  | FW   | イラン          | モルテザ・タブリージー (第4主将)      |
| 12  | GK   | イラン          | モハンマド・ラシード・マザーヘリー    |

| No. | Pos. |        | 選手名                             |
| --- | ---- | ------ | ---------------------------------- |
| 17  | MF   | イラン | モハンマドレザー・アッバーシー     |
| 24  | MF   | イラン | メフラーン・デラフシャーン・メフル |
| 30  | MF   | イラン | メフディー・ラジャブザーデ (主将)  |
| 33  | DF   | イラン | モハンマド・サッターリー           |
| 62  | DF   | イラン | マスウード・エブラーヒームザーデ   |
| 69  | DF   | イラン | ミーラード・ファハレッディーニー   |
| 88  | MF   | イラン | ハミード・ブー・ハムダーン         |
| --  | MF   | イラン | レザー・ハビーブザーデ             |

## 歴代監督
- ナーセル・ヘジャージー
2001
- バフラーム・アーテフ
2001 - 2002
- サムヴェル・ダービンヤン
2002 - 2004
- ラスール・コルベカンディー
2004 - 2007
- ゾラン・ジョルジェヴィッチ
2007
- ビージャン・ゾルファガールナサブ
2004 - 2008
- マンスール・エブラーヒームザーデ
2008 - 2012
- フィールーズ・キャリーミー
2014
- ヤフヤ・ゴルモハンマディー
2014 - 2016
- モジタバ・ホセイニ
2016 - 2017
- アミール・ガレエノーイー
2017 -2018
- オミード・ノマージー 
2018
- アリーレザー・マンスーリヤーン 
2018-

## 歴代所属選手
- ラフマン・レザイー 1996-2001
- モハマド・レザ・ハラトバリ 2006-2011
- カーヴェ・レザーイー 2014-